# Linda Gottlieb
Linda Gottlieb es una escritora de televisión y productora de cine estadounidense.

## Temprana edad y educación
Nacida en Nueva Jersey, Gottlieb se graduó de Wellesley College en 1960 y recibió una maestría en el Instituto Ruso de la Universidad de Columbia en 1961.

## Carrera

### Créditos de Producción
Ejemplos de proyectos en los que ha trabajado incluyen:

#### Películas
- Limbo (1972), película protagonizada por Kate Jackson[1]
- The Immigrant Experience: The Long Long Journey (1972)[2]
- The Fur Coat Club (1973), cortometraje[3]
- Summer of My German Soldier (1978), película hecha para televisión
- The Mating Season (1980)
- We're Fighting Back (1981), película de televisión[4]
- The Electric Grandmother (17 de enero de 1982), una película para televisión que se emitió originalmente en NBC como un especial de 60 minutos de "Peacock Project"
- Dirty Dancing (1987)
- Citizen Cohn (1992) película de televisión por cable
- The Gentleman Bandit (2002)
- Soldier's Girl (2003)

#### Episodios, series y especiales de televisión
- 13 Bourbon Street (1997), Piloto de TV[5]
- ABC Afterschool Specials
- ABC Weekend Specials
- NBC Special Treat
- One Life to Live (Productora ejecutiva: 1991-1994); reemplazó a Paul Rauch; contrató a Michael Malone y Josh Griffith. Entertainment Weekly escribió: "OLTL (circa late 1991–1994) estaba transmitiendo uno de los dramas más alfabetizados que jamás se hayan visto durante el día, demasiado bueno para ser llamado 'telenovela'.
- SoapLine, una serie de televisión caracterizada como "una producción conjunta de ABC News y ABC Daytime para brindar a los espectadores actualizaciones de la historia, características especiales y entrevistas durante los descansos en la cobertura preventiva en vivo del juicio de O. J. Simpson"[6]

### Enseñanza
Es profesora adjunta (Master Class in Screenwriting: One on One with a Producer) en Tisch School of the Arts.

## Colaboración
Gottlieb ha trabajado con escritores / productores como Marsha Norman (en que fue presentado por Linda Gottlieb y en el que Norman fue escritor), y Frank Pierson (sobre Citizen Cohn y Soldier's Girl, este último producido por Gottlieb y dirigido por Pierson)

## Premios y nominaciones
Gottlieb ha sido nominada a 5 Daytime Premios Emmy, antología infantil excepcional / programación dramática (1980) y especial de entretenimiento infantil excepcional (1977 y 1979), a tres premios Emmy (1979, 1982 y 1993) y a un premio Independent Spirit ( 1988) y un premio Peabody.